# 達格代爾冰川
71°38′S 169°50′E / 71.633°S 169.833°E

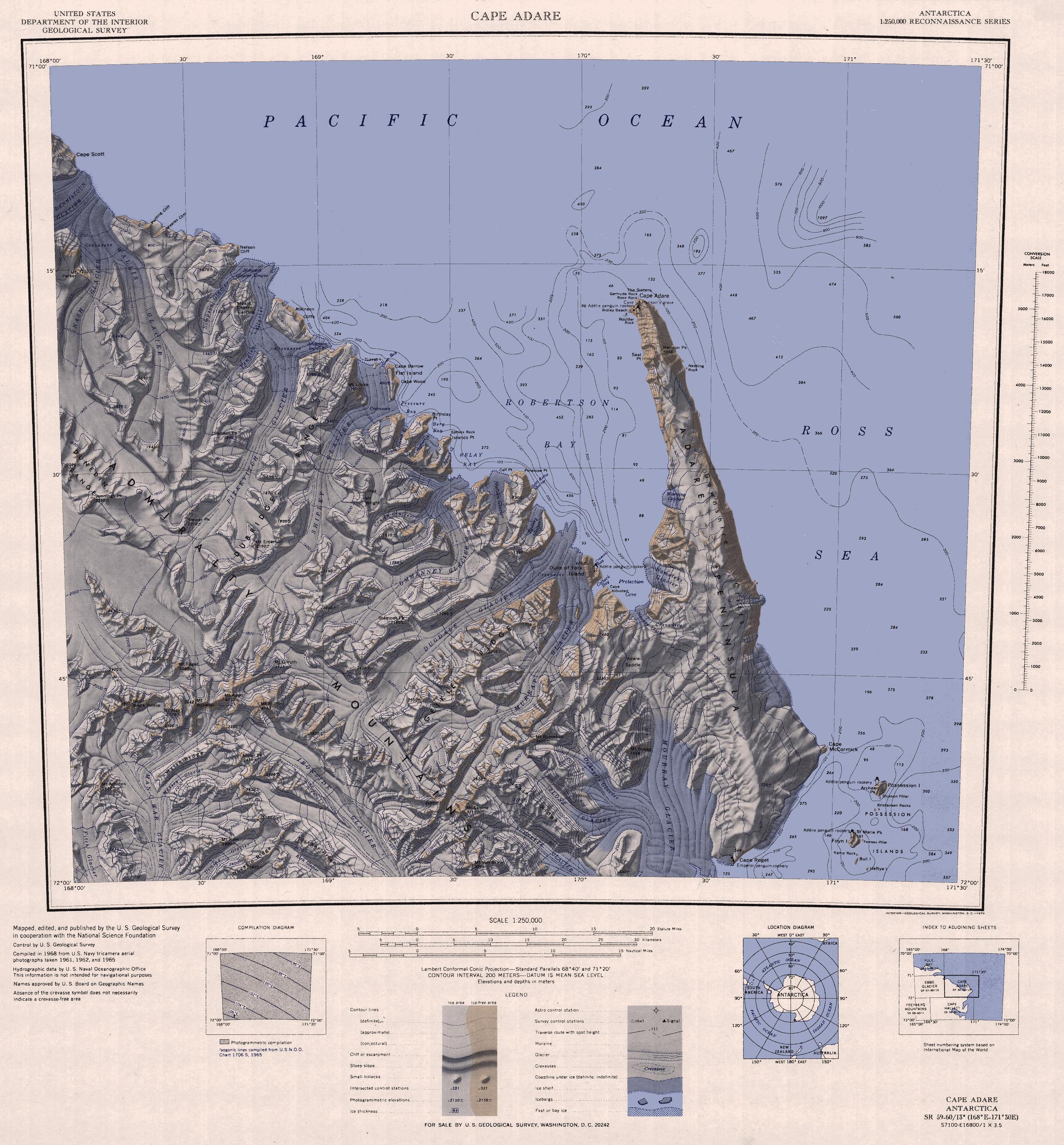

達格代爾冰川是南極洲的冰川，位於維多利亞地的彭內爾海岸，全長約46公里，流經阿德默勒爾蒂山脈，最終注入羅伯特森灣，由英國探險隊繪入地圖。